# Daewoo (concern)
Daewoo (Koreaans voor 'Groot Universum', maar ook een samentrekking van Daedo en Kim Woo-choong) is een voormalige Zuid-Koreaanse chaebol opgericht door Kim Woo-choong. Daewoo was een conglomeraat en actief in de auto-industrie, mijnbouw, scheepsbouw, machinebouw, elektronica en nog veel meer markten. Eind 1999 werd Daewoo failliet verklaard als gevolg van de economische crisis in Azië en fraude die door de baas van Daewoo gepleegd werd.

## Geschiedenis
De Daewoo Group werd in maart 1967 opgericht door Kim Woo-choong (1936-2019). Hij was de zoon van de provinciegouverneur van Daegu. Hij behaalde een diploma economie aan de Yonsei Universiteit in Seoel. Na zijn studie ging hij werken bij een klein handelsbedrijf in textiel en kleding. Vervolgens richtte hij Daewoo Industries op met vijf collega’s. Dit bedrijf had een goede start en in 1972 exporteerde Daewoo al grote hoeveelheden kleding naar Amerikaanse winkelketens als Sears and Roebuck en J.C. Penney.
Hij maakte gebruik van zijn connecties, zijn vader kende de toekomstige president van Zuid-Korea Park Chung Hee, en hij kocht vervolgens bedrijven, ook financieel zwakke. Hij slaagde er in deze te transformeren in succesvolle ondernemingen. De regering van Zuid-Korea voerde in de jaren 60 en 70 een zeer expansief economisch beleid en was de zakenwereld, en met name de chaebols, zeer gunstig gezind. In 1978 nam Daewoo, op verzoek van de regering, de Okpo scheepswerf over. De werf was nog niet gereed, maar de regering leende het geld om de werf af te bouwen en zorgde dat de Amerikaanse marine klant werd zodat de werf van werk was verzekerd.
In de jaren 90 was de Daewoo Group opgekomen in de ranglijst van grote bedrijven in het land naar de tweede plaats gemeten naar activa en de derde plaats gerekend naar omzet. In 1998 was het actief in diverse sectoren, zoals de automobielindustrie, de scheepsbouw, huishoudelijke apparatuur en financiële dienstverlening, en had het belangen in 41 bedrijven in Zuid-Korea en in 396 in het buitenland.
Daewoo Group had de acquisities en activiteiten betaald door veel bankleningen aan te gaan. De kwetsbaarheid van de onderneming werd overduidelijk in de Aziatische financiële crisis in 1997. De Daewoo Group kon alleen overleven door flink te lenen en activiteiten af te stoten. Binnen de groep werden onderdelen verkocht tegen onrealistische hoge prijzen en betaald in aandelen. Op de verkoop werd een flinke boekwinst gerapporteerd en het eigen vermogen werd versterkt door de uitgifte van nieuwe aandelen. Dit was financiële fraude. Desondanks was dit allemaal niet voldoende en in 1999 ging het failliet. Na externe controle werden de gerapporteerde cijfers fors herzien en werd de ernst van de fraude zichtbaar. In juni 1999 rapporteerde Daewoo zelf nog een positief eigen vermogen van 14,1 biljoen won, maar na een stringente evaluatie bleek dit 40 biljoen won negatief te zijn. De schuldenlast was zo’n US$ 70 miljard waar vooral de belastingbetaler voor heeft betaald.
Er volgde een majeure herstructurering. Bedrijven die er slecht aan toe waren gingen ten onder en de relatief goede activiteiten werden ondergebracht in drie bedrijven: Daewoo Corporation, Daewoo Engineering & Construction en Daewoo International Corporation. Daewoo Commercial Vehicle Company (DWVC) ging naar Tata Motors. Vanaf 2004 wordt de bedrijfsnaam Tata Daewoo Commercial Vehicle gebruikt. Het personenautomerk Daewoo werd overgenomen door General Motors (GM) en ging vanaf 2002 verder onder de naam Chevrolet, behalve in Vietnam en Roemenië (waar de naam Daewoo in gebruik bleef), Polen (waar voor sommige modellen de naam FSO gebruikt wordt) en Korea (daar is de merknaam GM Daewoo). Eind 2013 werd echter door GM besloten om vanaf eind 2014 voor de gehele Europese markt te stoppen met het merk Chevrolet. De verkoop en levering van personenauto's is volledig overgegaan naar Opel en GM Daewoo produceert vanaf 2015 o.a. de Opel Karl en de Opel Mokka.
Oprichter Kim Woo-choong was geëmigreerd naar Vietnam. Hij werd gezocht door justitie voor zijn rol in de ondergang van het bedrijf. In 2005 keerde hij terug naar Zuid-Korea vanwege gezondheidsproblemen. Op 14 juni 2005 werd hij gearresteerd. In 2006 werd hij veroordeeld tot 8,5 jaar gevangenisstraf, hij was schuldig bevonden aan onder meer verduistering en boekhoudfraude. Zijn fortuin van 18 biljoen won, ongeveer US$ 15 miljard, werd in beslag genomen en hij kreeg een boete van nog eens 10 miljoen won (circa US$ 10.000). Op 30 december 2007 verleende president Roh Moo-hyun hem gratie. Kim overleed in december 2019.

## Na het faillissement
Na het faillissement van Daewoo werd het concern opgebroken en in delen verkocht:
- Daewoo Shipbuilding & Marine Engineering, werd overgenomen door Hanwha Ocean
- Daewoo Heavy Industries and Machinery, werd overgenomen door Doosan
- Daewoo Electronics, werd overgenomen als Winia Electronics
- Daewoo Motor werd verkocht aan General Motors en vormde GM Daewoo. Echter werden niet alle delen van Daewoo Motor overgenomen door GM
  - FSO-Daewoo ging enige tijd door als FSO, maar sloot de deuren
  - Daewoo Motor Polska ging enige tijd door als Lublin, maar sloot de deuren
  - Daewoo Automobile Romania werd door de Roemeens regering opgekocht en doorverkocht aan de Ford Motor Company
  - Daewoo Avia, werd uiteindelijk verkocht aan Ashok Leyland, dat de fabriek sloot
  - AvtoZAZ-Daewoo, ging zelfstandig door en assembleert verschillende modellen auto's, zie Zaporozjski avtomobilny zavod
  - De productie van autobussen werd door Young An overgenomen en voortgezet als Daewoo Bus
  - De productie van Daewoo-vrachtwagens werd overgenomen door Tata Daewoo Commercial Vehicle